# Vailhan
Vailhan is een gemeente in het Franse departement Hérault (regio Occitanie) en telt 120 inwoners (1999). De plaats maakt deel uit van het arrondissement Béziers.

## Geografie
De oppervlakte van Vailhan bedraagt 11,0 km², de bevolkingsdichtheid is 10,9 inwoners per km².
De onderstaande kaart toont de ligging van Vailhan met de belangrijkste infrastructuur en aangrenzende gemeenten.

## Demografie
Onderstaande figuur toont het verloop van het inwonertal (bron: INSEE-tellingen).